# Садовник Вилли
Садовник Вилли (англ. Groundskeeper Willie; полное имя Уильям МакДугал, англ. William MacDougal) — персонаж мультсериала «Симпсоны», озвученный Дэном Кастелланетой. Впервые появился в серии «Principal Charming». Он единственный садовник в Спрингфилдской начальной школе. Шотландская принадлежность определяется по его огненно-рыжим волосам, бороде и очень сильному шотландскому акценту.

## Роль
Садовник Вилли является стереотипным образом гневного шотландца с ярко выраженным акцентом. У Вилли ужасный характер, однако он не особо опасен, как это может показаться. Вилли изображён как постоянно и безосновательно ругающийся человек. Он очень враждебен к Скиннеру и Барту, которые зачастую делают его объектом своих шуток. В одной из серий также упоминалось сходство Вилли с Эдинбургским Потрошителем.
Вилли обладает очень развитой мускулатурой и прекрасным торсом, что подтверждается в некоторых эпизодах.
Основной предмет гордости Вилли — дорогой шотландский килт его клана. Хобби садовника, в котором он признаётся в эпизоде «Homer Bad Man» — любительская съёмка влюблённых парочек.
Вилли известен нежным отношением к своему трактору, на котором, кстати, написано имя самого садовника. По словам Вилли, он женился бы на тракторе, если бы это не было запрещено законом.
Вилли утверждает, что он полностью глухой, но превосходно умеет читать по губам, этот факт много раз опровергается в сериале.

## Культурное влияние
Описание французов садовником Вилли как «предательских мартышек» (англ. cheese-eating surrender monkeys) из эпизода Round Springfield было использовано, в частности, в преддверии войны в Ираке. New York Post использовал фразу «предательские мартышки» для заголовка первой полосы газеты от 7 декабря 2006 года, ссылаясь на группу по изучению Ирака и их рекомендации по выводу американских солдат из Ирака в начале 2008 года. Данное выражение Вилли, скорее всего, было написано Кеном Килером. Фраза «предательские мартышки» также использовалась Джереми Кларксоном и Энтони Бурденом.

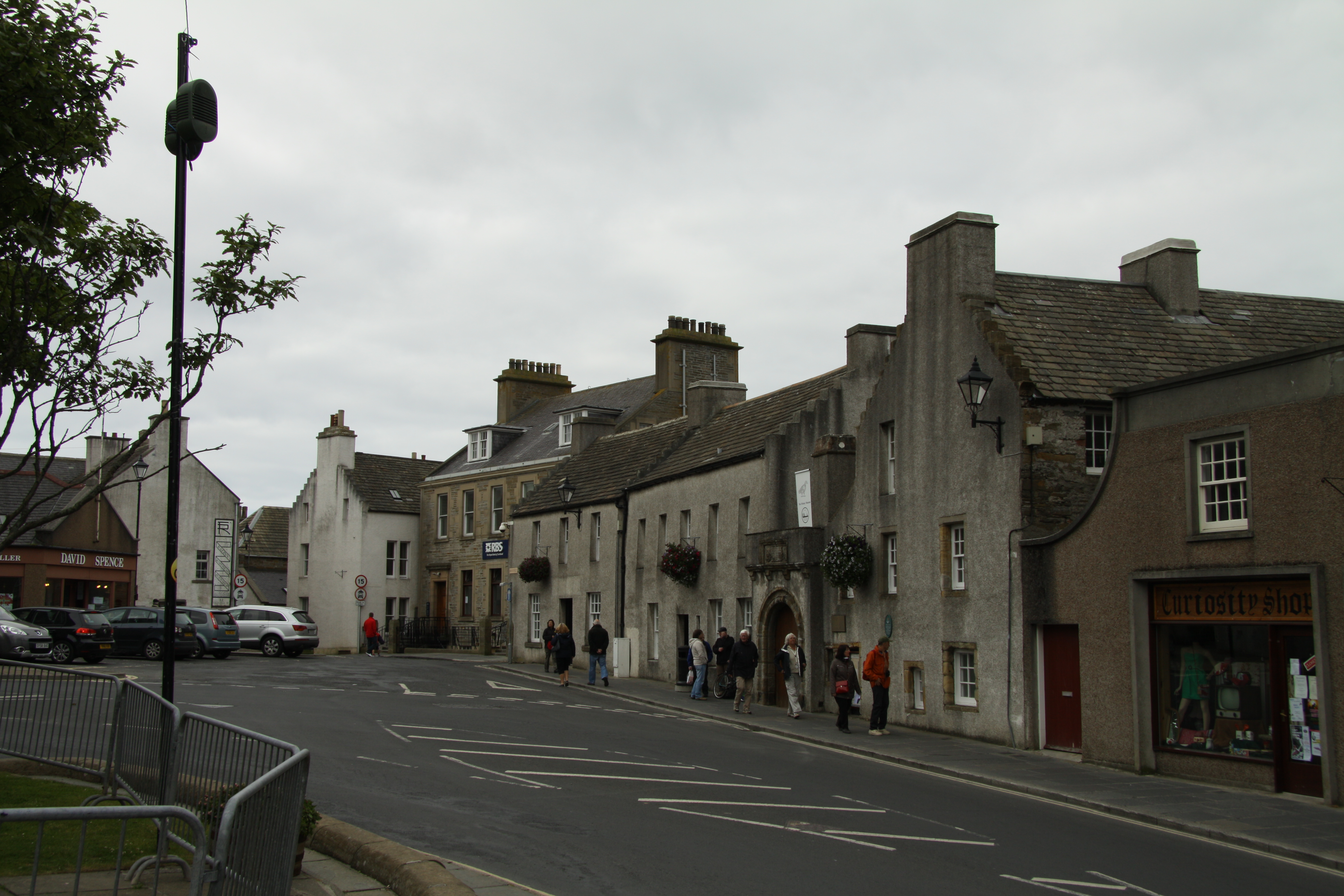
Дебаты в Шотландии, касающиеся определения родного города садовника Вилли, завершились, когда в одном из эпизодов было подтверждено, что он был родом из города Керкуолл (на иллюстрации)

В 2009 году Вилли был добавлен в список «Известных жителей Глазго» на веб-странице городского совета Глазго, данное включение было основано на его словах в эпизоде Simpsoncalifragilisticexpiala(Annoyed Grunt)cious. Пресс-секретарь футбольного клуба Абердин оспорил претензии Глазго на символ, ссылаясь на эпизоды Scuse Me While I Miss The Sky и The Dad Who Knew Too Little. В 13 эпизоде 23 сезона The Daughter Also Rises, вышедшем в 2012 году, было заявлено, что садовник Вилли родом из Керкуолла, Оркнейские острова, что и послужило завершением спора.
В сентябре 2014 года появилось видео-обращение садовника Вилли, где он выступил в поддержку возможного обретения независимости Шотландией в предстоящем референдуме на фоне Андреевского креста с татуировкой, гласящей: «Да или умри!». После результатов референдума, согласно которому Шотландия оставалась в составе Великобритании, мультипликаторы изобразили Вилли перед флагом «Юнион Джек» с депрессивным взглядом, татуировку «Да или умри!» сменило изображение королевы, рядом с Вилли опустошённые бутылки виски и газета со статьёй о бывшем премьер-министре Гордоне Брауне, который, согласно всеобщему признанию, не дал должного импульса для развития кампании референдума.

### Восприятие персонажа
В 2012 году садовник Вилли занимает четвёртое место в списке второстепенных персонажей мультсериала по версии IGN. Высокие оценки Вилли получил в эпизоде, где он обучается манерам цивилизованного человека (эпизод My Fair Laddy, признанный лучшим в сезоне), а также за эпизоды, где он борется с выпущенным волком и где замещает учителя французского языка и произносит знаменитую фразу: «Бонжур, предательские мартышки!». Джим Слотек из Sun Media поместил Вилли на девятое место среди вспомогательных персонажей из Симпсонов и включил его фразу «Ох, Несси, отправляйся в свой лох» (эпизод Selma’s Choice) в десятку лучших. В конце 2005 года Таймс сообщил, что «он самый узнаваемый шотландец в мире, более известный, чем Билл Конноли или Эван МакГрегор, или даже Шон Коннери». В этой же статье цитируют создателя Симпсонов Мэтта Грейнинга, который сказал следующее: «Мы хотели создать школьного уборщика, который был бы переполнен яростью — своего рода дань разгневанным уборщикам во всём мире».